# Cabadbaran
Cabadbaran est une ville de 1re classe, capitale de la province d'Agusan del Norte aux Philippines.
Selon le recensement de 2010 elle est peuplée de 69 241 habitants.

## Barangays
Cabadbaran est divisée en 31 barangays :
- Antonio Luna
- Bay-ang
- Bayabas
- Caasinan
- Cabinet
- Calamba
- Calibunan
- Comagascas
- Concepcion
- Del Pilar
- Katugasan
- Kauswagan
- La Union
- Mabini
- Mahaba
- Jose Rizal
- Sampaguita
- Poblacion 3
- Perpetual Succor
- A. Bonifacio
- Poblacion 6
- Poblacion 7
- Cadena de Amor
- Poblacion 9
- Mango
- Poblacion 11
- Sunflower
- Puting Bato
- Sanghan
- Soriano
- Tolosa

## Démographie

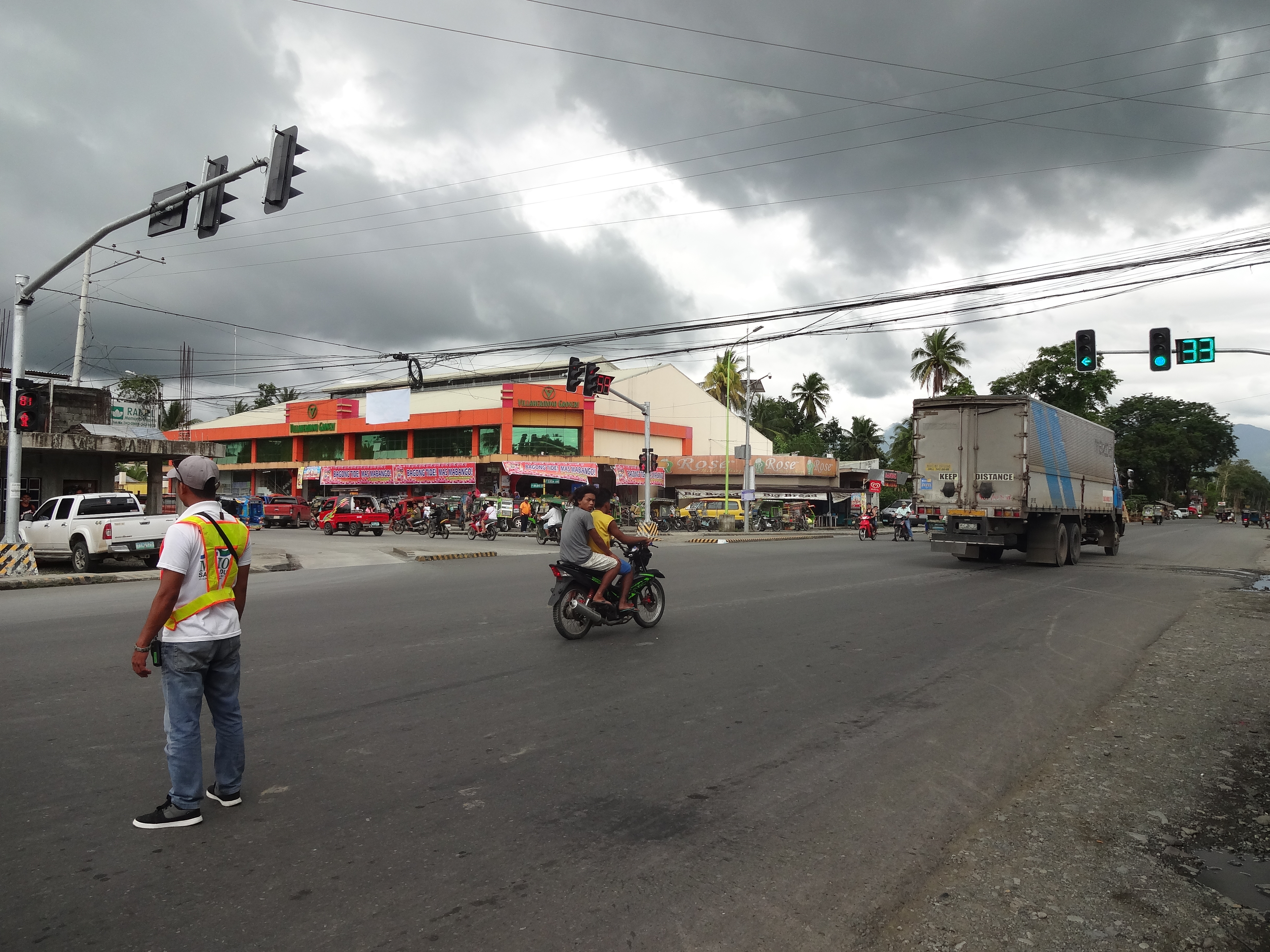
Centre-ville de Cabadbaran

| Année | Habitants | Évolution |
| ----- | --------- | --------- |
| 1995  | 51 905    | -         |
| 2000  | 55 006    | 5,97 %    |
| 2007  | 61 554    | 11,90 %   |
| 2010  | 69 241    | 12,49 %   |

## Articles Connexes
- Liste des localités des Philippines par province